# 秋月三佳
秋月 三佳（あきづき みか、1994年4月13日 - ）は、日本の女優、タレントである。東京都出身。ボックスコーポレーションを経てステッカー所属。

## 経歴・人物
中学生のとき渋谷のスペイン坂でスカウトされて芸能界入り。映画『恋するナポリタン 〜世界で一番おいしい愛され方〜』に出演し、高校進学を機に本格的に活動開始 。
2011年7月、『ミスマガジン2011』にて「ミス週刊少年マガジン賞」「高校ラグビー賞」をダブル受賞。合わせて「第91回全国高等学校ラグビーフットボール大会」イメージキャラクターにも選ばれる。10月、連続ドラマ『もっと熱いぞ!猫ヶ谷!!』（名古屋テレビ放送）にてドラマ初主演。
2012年7月、『ミスマガシンガープロジェクト produced by ボカロP』にて「ジニア」で歌手デビュー。10月、ミスマガジン2011による期間限定ユニット『REaaaL!』（リアル）を結成。
2013年、『風切羽〜かざきりば〜』で映画初主演を飾る。
2020年9月、短編映画『熱海モンスター』の撮影を開始、2021年3月に初監督作品として一般公開された。
特技はトランペット（吹奏楽部）、クラシックバレエなど。

## 出演

### 映画
- 恋するナポリタン 〜世界で一番おいしい愛され方〜（2010年9月11日、日活） - 佐藤瑠璃（中学時代） 役
- 高校デビュー（2011年4月1日、アスミック・エース）
- 大木家のたのしい旅行 新婚地獄篇（2011年5月14日、ギャガ）
- Another（2012年8月4日、東宝） - 赤沢泉美 役[注 1][9]
- リアル鬼ごっこ3（2012年5月12日、Thanks Lab.）
- 仮面ライダーフォーゼ THE MOVIE みんなで宇宙キターッ!（2012年8月4日、東映） - 高村優希奈 役[注 2]
- メンタリスト響翔（2012年8月3日、セントラルメディアプロモート） - 里穂 役
- ジョーカーゲーム（2012年12月22日、AMGエンタテインメント） - 二階堂紀子 役
- 風切羽〜かざきりば〜（2013年6月22日、アルケミーブラザース） - 主演・サヤコ 役[10]
- 砂をつかんで立ち上がれ（2013年8月3日、映画24区） - 弓岡ちな 役
- 江ノ島プリズム（2013年8月10日、ビデオプランニング）
- 潔く柔く（2013年10月26日、東宝）
- 乙女のレシピ（2014年3月15日、映画24区） - 谷口結花 役
- デスブログ 劇場版（2014年5月24日、チャンス イン） - 倉田美樹 役
- 近キョリ恋愛（2014年10月11日、東宝映像事業部）
- ひ・き・こ降臨（2014年11月29日、アムモ98） - 主演・山口ゆかり 役
- リアル鬼ごっこ（2015年7月11日） - さやか 役[11]
- みんな!エスパーだよ!（2015年9月4日） - ユウコ 役
- ガールズ・ステップ（2015年9月12日、東映） - 岸本環 役
- にがくてあまい（2016年9月、エレファントハウス）
- 母さんがどんなに僕を嫌いでも（2018年11月16日、REGENTS） - カナ 役
- 青の帰り道（2018年12月7日、NexTone） - マリコ 役
- 翔んで埼玉（2019年2月22日） - A組生徒 役
- シスターフッド（2019年3月1日） - 栗林藍希 役
- 漫画誕生（2019年11月30日） - まち子 役
- 恋愛終婚（2024年10月18日公開） - 主演・永田遥 役（濱正悟とダブル主演）[12][13]

#### 劇場未公開
- さんかんしおん（2010年） - 主演・秋月美佳 役[注 3]
- 馬毛島クロス（2012年） - 円山なずな 役[注 4]
- イエレイ・サン（2014年） - 看板娘 役[注 5][14]
- 炎〜HOMURA（2014年） - 犬居薫 役
- Starting Over（2014年） - 主演・黒沢奈々 役[注 6][15]
- オールドフレンド（2014年） - もりみかこ 役[注 7]

### テレビドラマ

#### 連続ドラマ
- アスコーマーチ〜明日香工業高校物語〜 第1話（2011年4月24日、テレビ朝日） - 高田真衣子 役
- 花ざかりの君たちへ〜イケメン☆パラダイス〜2011 第5話（2011年8月7日、フジテレビ） - 神楽坂珠美 役
- もっと熱いぞ!猫ヶ谷!!（2011年10月13日 - 12月15日、名古屋テレビ） - 主演・押野愛美 役
- 撮らないで下さい!!グラビアアイドル裏物語（2012年1月13日 - 4月6日、テレビ東京） - アキヅキミカ 役[注 8]
- 放課後はミステリーとともに（2012年4月23日 - 6月25日、TBS）
- 仮面ライダーフォーゼ 第33話・第34話（2012年4月29日・5月6日、テレビ朝日） - 高村優希奈 役
- スイッチガール!!2 第2話・第3話（2012年12月14日・21日、フジテレビTWO） - 山田 役
- ハンチョウ6〜警視庁安積班〜 最終話（2013年3月18日、TBS） - 藤谷由加里 役
- 白衣のなみだ 第5話・第6話（2013年4月5日・8日、東海テレビ） - 小松加奈子 役
- 雲の階段 第2話（2013年4月24日、日本テレビ） - 鈴木明子（少女期） 役
- 放課後グルーヴ 第2話（2013年4月29日、TBS） - 中山 役
- 仮面ティーチャー 第1話（2013年7月6日、日本テレビ）
- あまちゃん 第96話・第97話（2013年7月20日・22日、NHK） - ウェイトレス 役
- 明日の光をつかめ -2013 夏- 第30話（2013年8月9日、東海テレビ） - 沙樹 役
- 山田くんと7人の魔女 第1話（2013年8月10日、フジテレビ）
- 天国の恋 第4話 - 第10話（2013年10月31日 - 11月8日、東海テレビ） - 海老原朔子（少女期） 役
- 刑事のまなざし 第8話（2013年11月25日、TBS） - 野田敦子 役
- セーラーゾンビ 第5話 - 最終話（2014年5月16日 - 7月18日、テレビ東京） - ミドリ 役
- グーグーだって猫である 第3話（2014年11月1日、WOWOW）
- デート〜恋とはどんなものかしら〜 第2話（2015年1月26日、フジテレビ） - エリナ 役
- 神谷玄次郎捕物控2 第7話（2015年5月15日、NHK BSプレミアム）
- エイジハラスメント 第1話（2015年7月9日、テレビ朝日） - 英子 役
- 癒し屋キリコの約束 第1話・第2話（2015年8月3日・4日、東海テレビ） - 五島奈緒美 役
- 水族館ガール（2016年6月17日 - 9月2日、NHK総合） - 秋津亜里沙 役
- 夏目漱石の妻（2016年9月24日 - 10月15日、NHK総合） - 中根時子 役
- 科捜研の女 第16シリーズ 第5話（2016年11月24日、テレビ朝日） - 安積礼菜 役
- 未解決の女警視庁文書捜査官 第3話（2018年5月3日、テレビ朝日） - 石井加恵 役
- 騎士竜戦隊リュウソウジャー 第14話（2019年6月23日、テレビ朝日） - 水田あかね 役[16]
- 孤独のグルメ 2020 大晦日スペシャル〜俺の食事に密はない、孤独の花火大作戦!〜（2020年12月31日） - 焼肉店・バイト 役
- レンアイ漫画家 最終話（2021年6月17日、フジテレビ）
- 警視庁・捜査一課長 Season6 第5話（2022年5月12日、テレビ朝日） - 柳下美瑠 役
- 北欧こじらせ日記 第2話 （2022年10月12日、テレビ東京） - のるでぃ 役

#### 単発ドラマ
- 明日もまた生きていこう（2010年10月25日、TBS） - 横山佳那絵 役
- 超再現!ミステリー「ともだち」（2012年5月22日、日本テレビ） - 神子上さやか 役
- 水曜ミステリー9（テレビ東京）
  - 捜査検事 近松茂道12（2012年8月22日） - 石川佳奈子 役
  - ドクターハート 薮田公介の事件カルテ（2014年11月19日・2016年1月13日） - 姫川未知 役
- 土曜ワイド劇場（テレビ朝日）
  - 再捜査刑事・片岡悠介4（2012年9月29日） - 尾高華子 役
  - セイアン〜生活安全特捜隊（2014年11月29日） - 片桐沙織 役
- 世にも奇妙な物語'12秋の特別編「心霊アプリ」（2012年10月6日、フジテレビ） - 川口敦美 役
- 金曜プレステージ 警部補・佐々木丈太郎5（2013年3月15日、フジテレビ） - 佐々木涼子（高校時代） 役
- GTO 完結編〜さらば鬼塚! 卒業スペシャル（2013年4月2日、フジテレビ）
- 月曜ゴールデン 血痕4〜警科研・湯川愛子の鑑定ファイル（2013年6月17日、TBS） - 森島香織 役
- 黒い十人の黒木瞳III「黒い喪主」（2013年6月30日、NHK BSプレミアム） - 舞 役
- 生きたい たすけたい（2014年3月11日、NHK） - 遠山美咲 役
- 月曜名作劇場「新・浅見光彦シリーズ2 後鳥羽伝説殺人事件」（2018年2月26日、TBS） - 浅見祐子 役
- 直撃!シンソウ坂上 再現ドラマ『母・福田和子』（2018年8月2日、フジテレビ） - さとうゆみか 役

### オリジナルビデオ
- 日本統一外伝 〜山崎一門4〜（2022年） - 浅川來花 役

### ウェブドラマ
- みんな!エスパーだよ! 〜欲望だらけのラブウォーズ〜（2015年8月19日、dTV）

### ショートドラマ
- マウントリベンジ（2025年3月25日、テラードラマ）

### テレビ番組
- BOX TV #4 - 6・12（2010年12月 - 2011年2月・2013年3月、エンタ!371・Pigoo HD）
- 負けたら打ち切り!番組対抗No.1決定戦（2011年1月1日、エンタ!371・Pigoo HD）※「BOXチーム」で出場
- 秋葉系アイドルチャンネル（2011年10月13日、BS11）
- 第91回全国高校ラグビー大会ハイライト（2011年12月27日 - 2012年1月5日、毎日放送）
- 開運音楽堂（2012年1月・2015年1月10日、TBS） - 前者は月間ゲスト、後者は成人の日スペシャルのゲスト

### ワンセグ番組
- アキバ的に…（2013年4月26日 - 、エリアポータル.tv） - 涼子 役
- アキバ的に…シーズン2（2013年8月 - 、エリアポータル.tv） - 涼子 役

### 舞台
- 恋ばば 十四歳!（2010年8月、シアターグリーン） - エリコ 役
- へなちょこヴィーナス（2010年9月、ウッディシアター中目黒） - 塚本アヤ 役
- ガールズ プリズン オペラ（2011年3月・4月、テアトルBONBON） - 河堂前千鶴 役
- 問題のない私たち（2011年8月、テアトルBONBON） - 主演・笹岡澪 役
- SPECIAL BOX Vol.2「悲しき天使」（2012年2月、シアターグリーン） - 恵利 役（Bチーム）
- LIPS*S 2012 Summer Theater「春までの距離」（2012年8月、萬劇場） - ヒロイン・イズミ 役
- MY LIFE〜今よりも、少しだけ高い場所へ〜（2014年6月、笹塚ファクトリー） - ヒロイン・香織 役
- 柿喰う客 女体シェイクスピア005&006（2014年10月17日 - 26日、あうるすぽっと）[注 9]
  - 暴走ジュリエット - ベンヴォーリオ 役
  - 迷走クレオパトラ - アイアラス 役
- 転校生（2015年8月 - 9月、Zeppブルーシアター六本木）[17]
- 悪魔を汚せ（2016年5月18日 - 24日、下北沢駅前劇場）

### ラジオ
- TV TOKYO digital 7 "PREMIER"（2012年2月13日 - 17日、InterFM）[注 10]

### PV
- キマグレン「バトン」（2012年）

### 広告
- サーティワンアイスクリーム 店頭VP（2011年1月）
- 東邦ガス 企業CF（2011年9月）
- 日本コカ・コーラ い・ろ・は・す「しぼる!さけぶ!」篇（2011年9月）
- マイクロソフト かぞくがいちばんキャンペーン「家族1964・2012」（2011年11月） - 山本ユミ 役
- 講談社 週刊少年マガジン（2012年1月）
- ライオン クリニカエナメルパール「笑顔のチェック」篇（2012年2月）
- ソフトバンク 白戸家「店頭篇」（2012年9月）
- NHK「春の新生活応援キャンペーン」TVスポット（2013年3月）
- マテル・インターナショナル Fijit「女子大生の一日」篇（2013年4月）
- セブン-イレブン キャンペーン広告（2013年6月）
- 日清食品 どん兵衛「新・どん兵衛屋 うどん・そば篇」（2013年9月） - うまみちゃん 役
- 全葬連ショートムービー「娘の遺りもの」（2013年10月） - 亜希 役
- Honda Cars 近畿地区キャンペーンCM（2014年5月）

### WEB
- ベネッセ 進研ゼミ高校講座×映画『高校デビュー』コラボ企画（2011年4月）
- NHN Japan アプリ「ミスマガジン2011 BEST15 with ドル撮!!」（2011年5月）
- 美人時計 「美人天気」「美人時計」（2011年7月）

### 吹き替え
- アメリカン・サイコ（Netflix版） - イヴリン・ウィリアムズ〈リース・ウィザースプーン〉 役
- テラビシアにかける橋（Netflix版） - エドマンズ先生〈ズーイ・デシャネル〉 役
- LOL - ローラ〈マイリー・サイラス〉役

### その他
- 雑誌連載 『an weekly』「おみくじ!みか吉!」（2013年4月1日 - 6月24日、全13回）
- 乃木坂46『バレッタ』（Type-A）特典映像『堀未央奈×柳沢翔「milk」』 - 永野ハル 役
- NHK『ココロ部!』 - 笑顔の素敵な女性 役

## 作品

### CD
- REaaaL!スペシャル・ブートレッグ!（2012年10月20日、ワーナーミュージックジャパン） - REaaaL!（綾乃美花、秋月三佳、朝倉由舞）

### 音楽配信
- ジニア(produced by Nem)（2012年7月11日、レコチョク、ドワンゴ、iTunes Store）※CD「REaaaL!スペシャル〜」に収録
- CHANCE!（2012年11月14日、レコチョク、ドワンゴ、iTunes Store） - REaaaL!

### DVD
- ミスマガジン2011 秋月三佳（2011年9月14日、バップ）